# DTX

ATX, µATX, DTX, mini-ITX, mini-DTX

DTX — форм-фактор материнської плати 7,5 × 9,6"(203,20 × 243,84 мм), розроблений AMD в 2007 році.
Форм-фактор DTX розроблявся з урахуванням повної електричної та зворотної механічної сумісності з форм-фактором ATX (точніше, FlexATX і μATX). Але, на відміну від родинних форматів, має середній розмір. DTX такий же вузький (203,20 мм), як FlexATX, але більше за глибиною (243,84 мм) і такий же, як у μATX. У зв'язку з цим плати формату DTX практично такі ж, як і μATX, але мають на один PCI-слот менше. DTX просувається як стандарт для створення компактних, малошумних та енергоефективних домашніх комп'ютерів.
Специфікація DTX встановлює розміри системних плат 243,84 × 203,20 мм. mini-DTX передбачає ще менші габарити : 170,18 × 203,2 мм. Розмір зменшується за рахунок компактного розташування компонентів системної плати.
Причина, по якій був запропонований формат, - економічна. Промислові листи текстоліту, на яких друкуються плати, мають певний типорозмір, і на один лист вміщається якраз чотири плати формату DTX, що забезпечує безвідходне використання текстоліту. Формат актуальний: так, наприклад, MicroServer N36L / N40L / N56L виробництва HP використовує материнську плату саме такого форм-фактора.